# Список железнодорожных станций и платформ Ростовской области

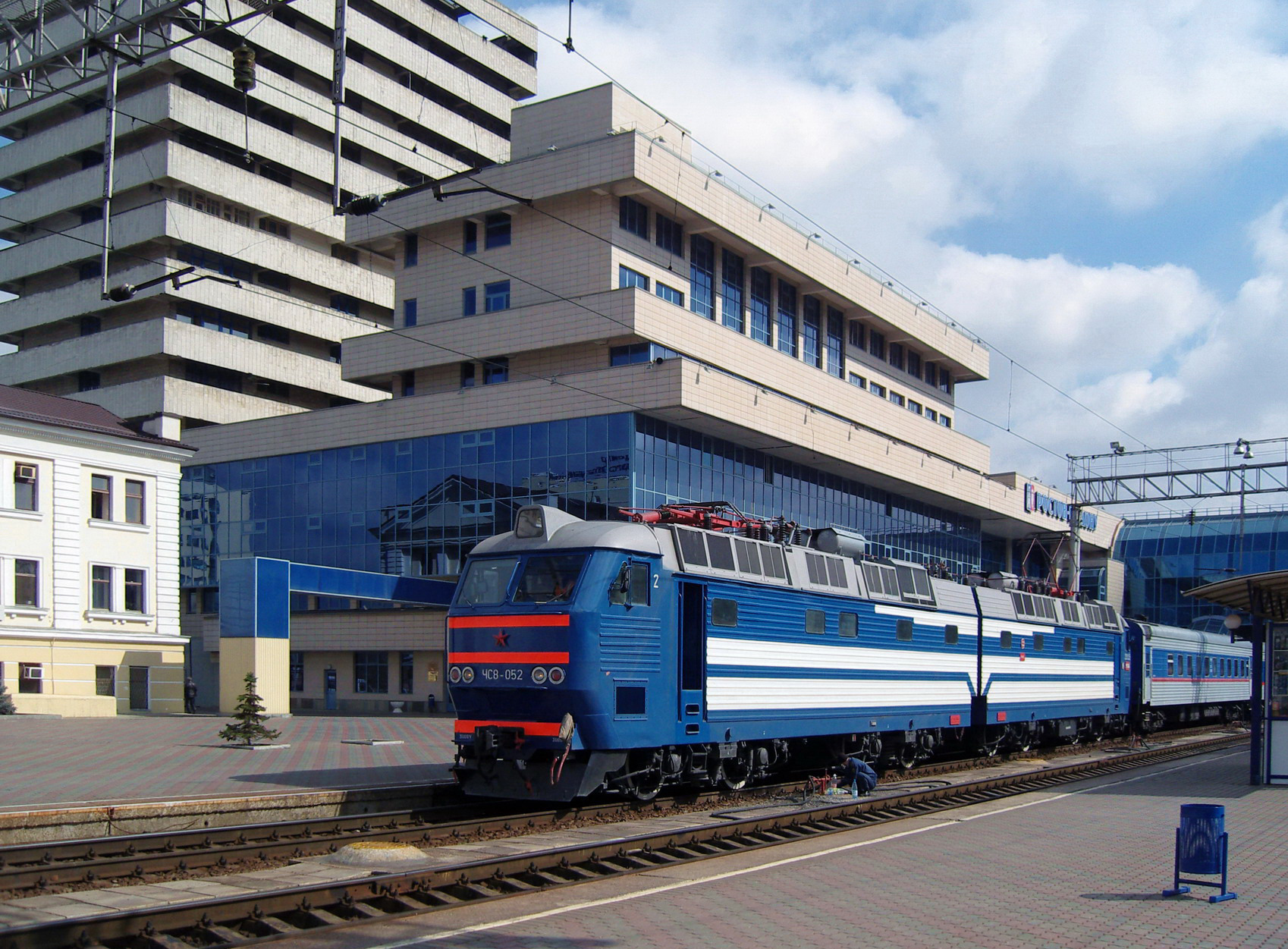
Вокзал станции Ростов-Главный

## Линия Батайск — Азов

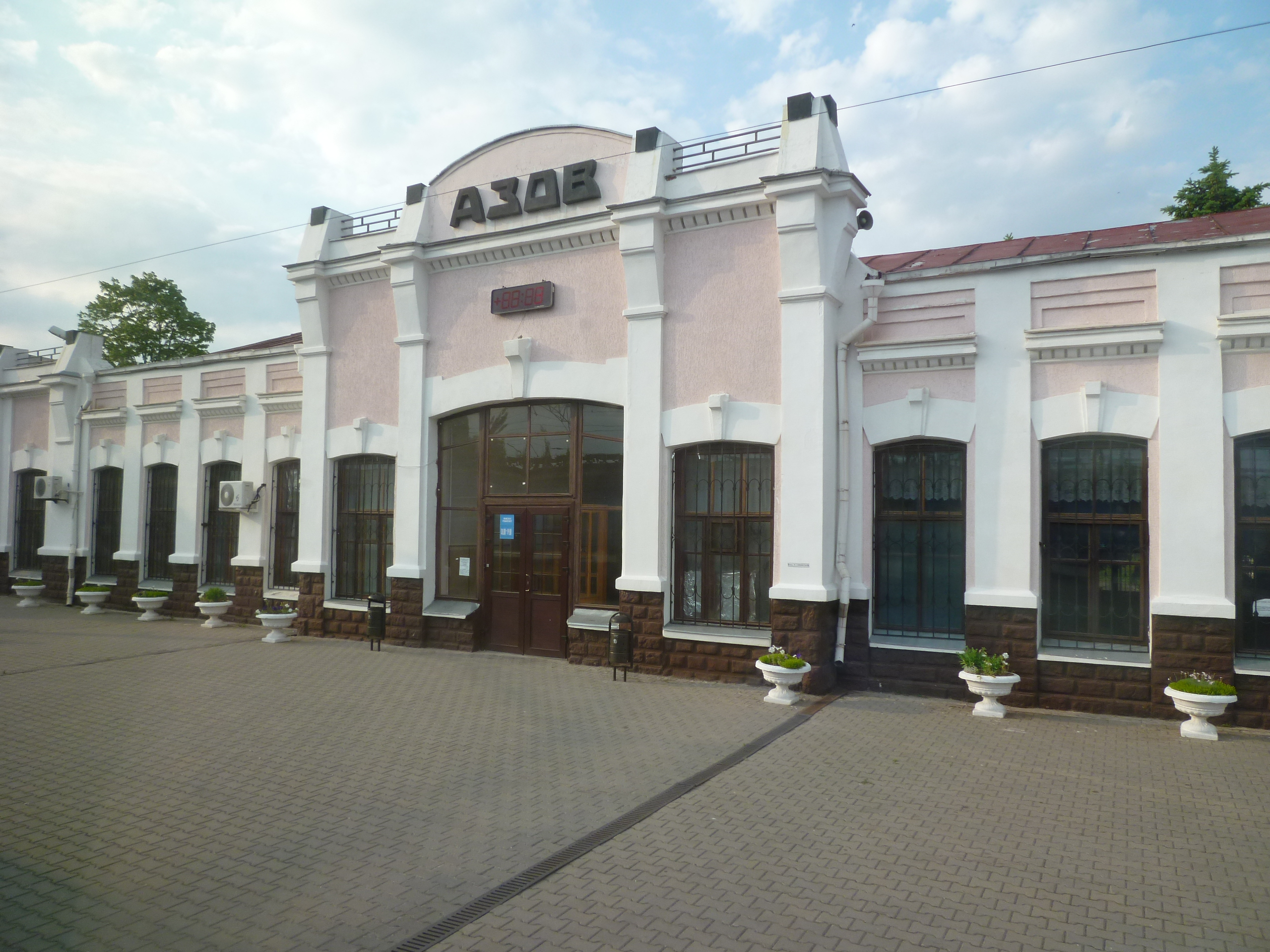
Станция Азов

- Батайск
- ВЧД
- Стройдеталь
- 8 км
- 12 км
- Кулешовский
- 21 км
- 23 км
- Красногоровка
- Азов
- Азов-Пристань

## Линия Ростов-Главный — Батайск
- Ростов-Главный
- Заречная
- 1352 км
- Электродепо
- Батайск

## Линия Батайск — Сальск

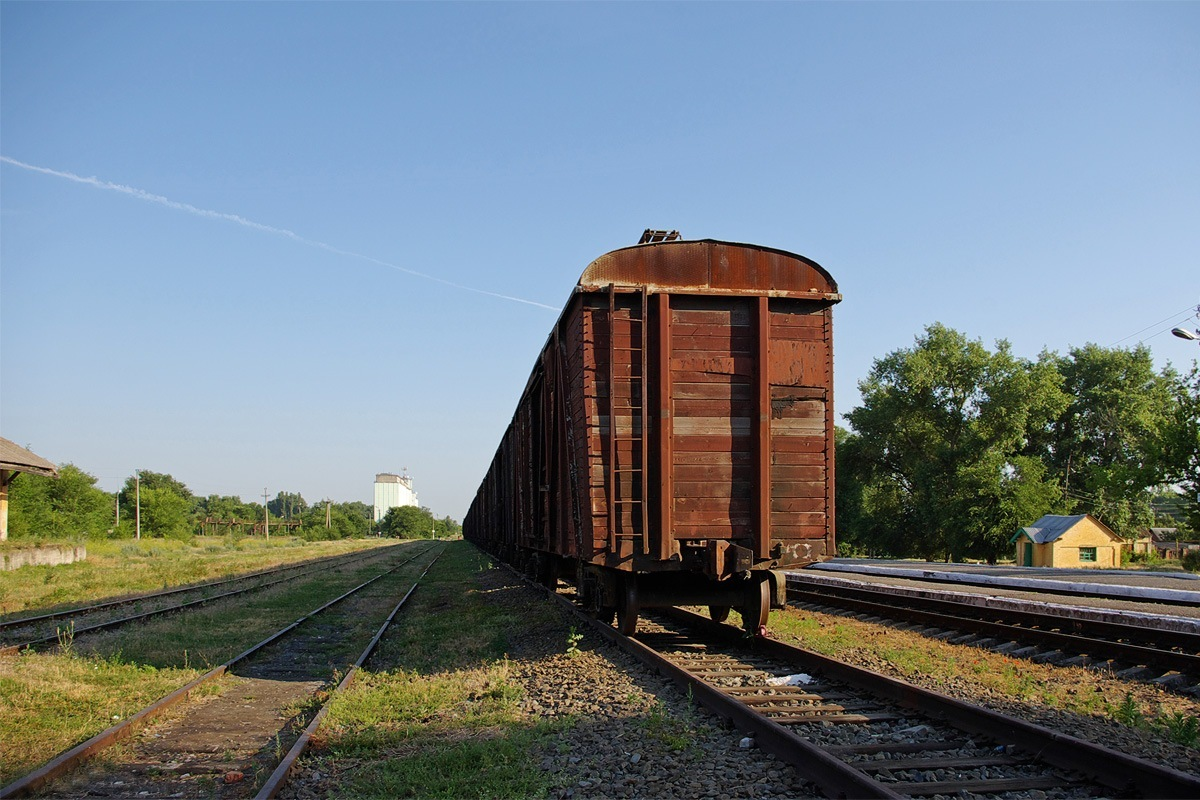
Станция Атаман

- Батайск
- 12 км
- Мокрый Батай
- Конармейская
- 41 км
- 43 км
- 45 км
- Кагальник
- Зерноград
- Мечетинская
- Атаман
- Целина
- Трубецкая
- Сальск

## Линия Батайск —Староминская-Тимашёвская

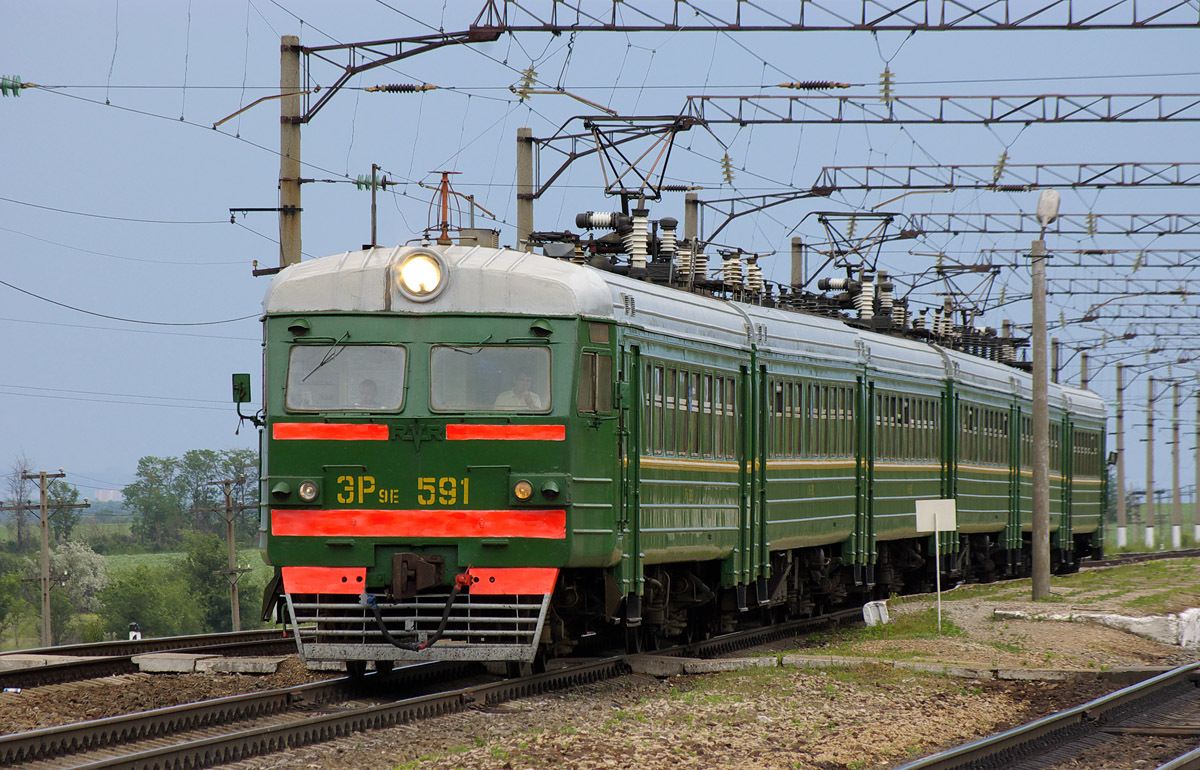
Электропоезд на разъезде Высочино

- Батайск
- ВЧД
- Техникум
- Высочино
- 1375 км
- 1379 км
- Еремеево
- 1387 км
- Васильево-Петровская
- 1406 км
- Кугей
- 1413 км
- Орловка

## Линия Батайск —Сосыка-Ейская
- Батайск
- ВЧД
- Техникум
- Гайдаш
- Койсуг
- 1370 км
- 1372 км
- Кочеванчик
- 1376 км
- 1379 км
- Каяла
- 1386 км
- 1388 км
- Мечетный

## Линия Ростов-Главный — Таганрог

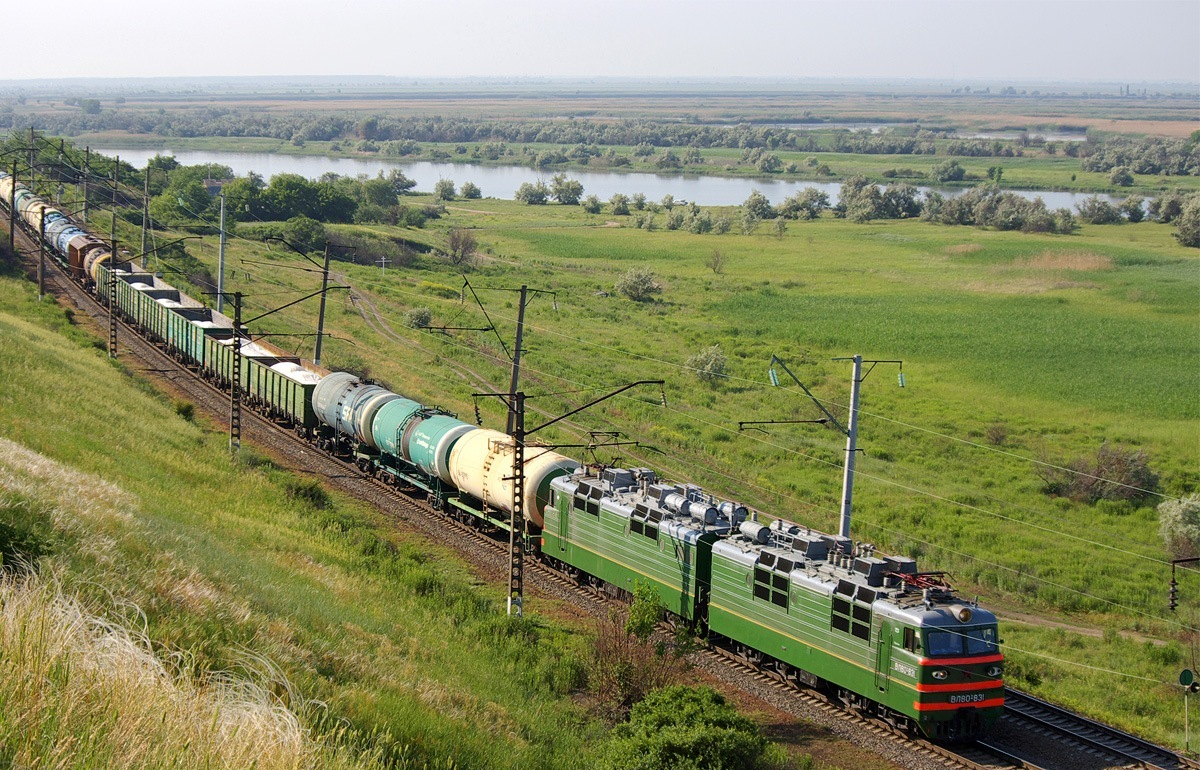
Товарный поезд в окрестности платформы Мокрый Чалтырь

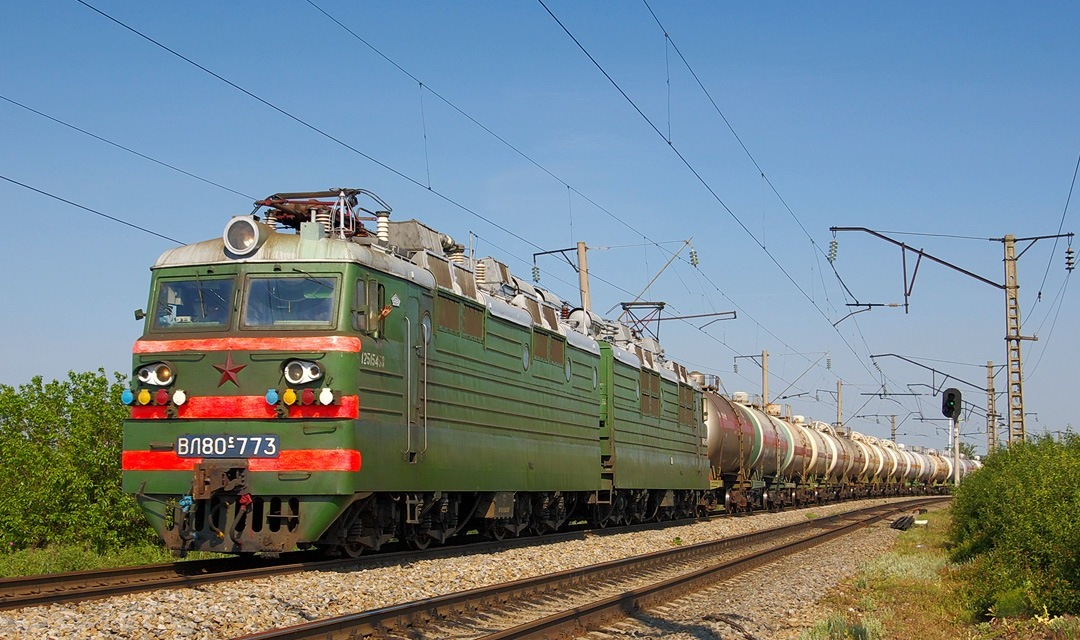
Товарный поезд на участке Хапры — Мокрый Чалтырь

- Ростов-Главный
- Ростов-Берег
- Темерник
- Гниловская
- Первомайская
- Ростов-Западный
- Ливенцовская
- Сады
- Пост 1330 км
- Каратаево
- Красный Маяк
- Хапры
- Мокрый Чалтырь
- Сафьяново
- Мартыново
- Недвиговка
- Танаис
- Синявская
- Морской Чулек
- 1300 км
- Мержаново
- 1295 км
- Морская
- Приморка
- Вареновка
- Бессергеновка
- 1283 км
- Михайловка
- Таганрог-I
- Мебельный комбинат
- Красный Котельщик
- Таганрог-II

## Линия Иловайск— Таганрог

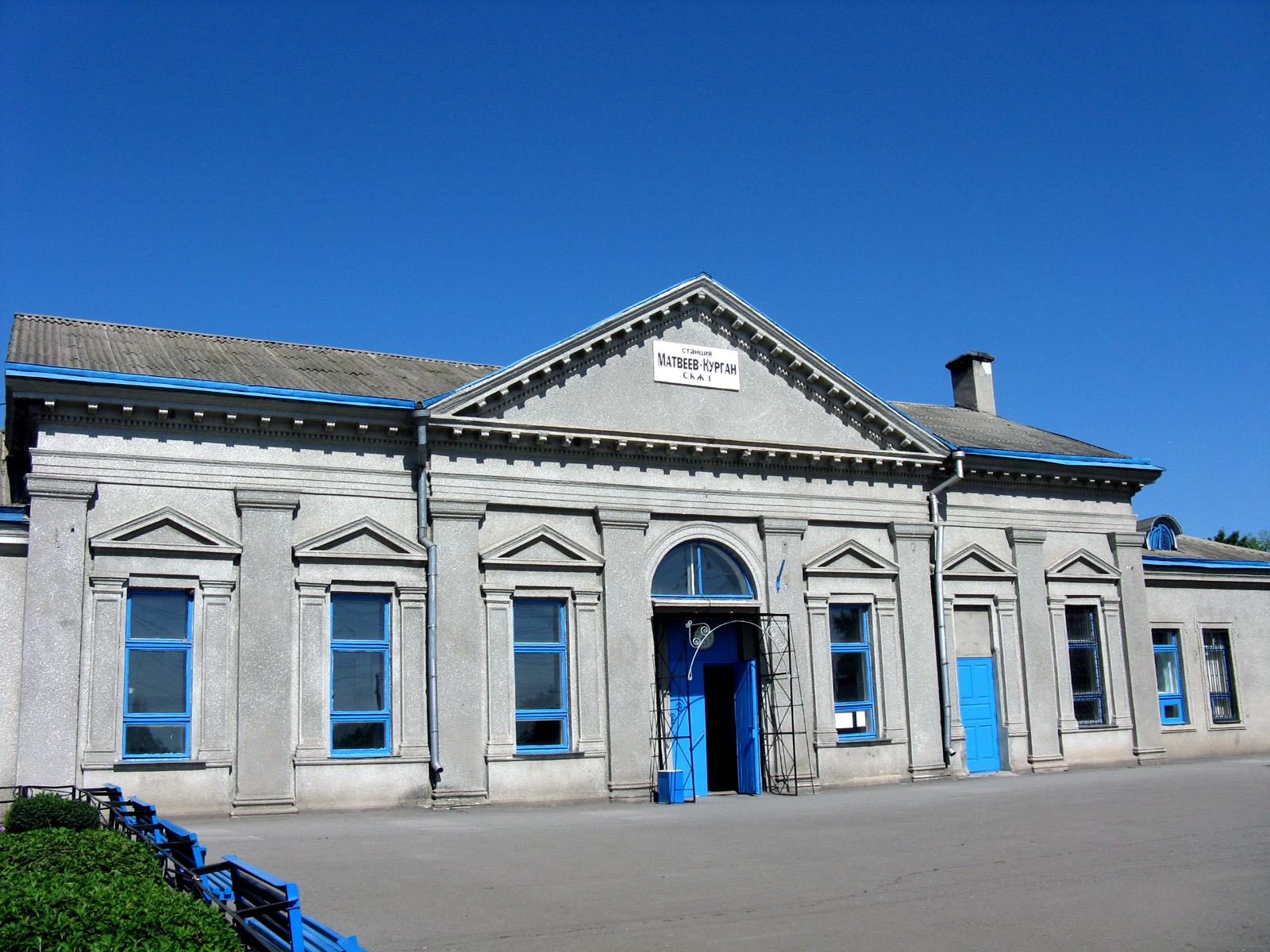
Вокзал станции Матвеев Курган

- Успенская
- Самарский
- Закадычное
- 1229 км
- Краснобумажник
- Матвеев Курган
- Колесниковский
- Миусский
- Ряженое
- Северо-Покровская
- Неклиновка
- 1262 км
- Кошкино
- Марцево
- ВЧД
- Мебельный комбинат
- Красный Котельщик
- Таганрог-II

## Линия Чертково — Лихая

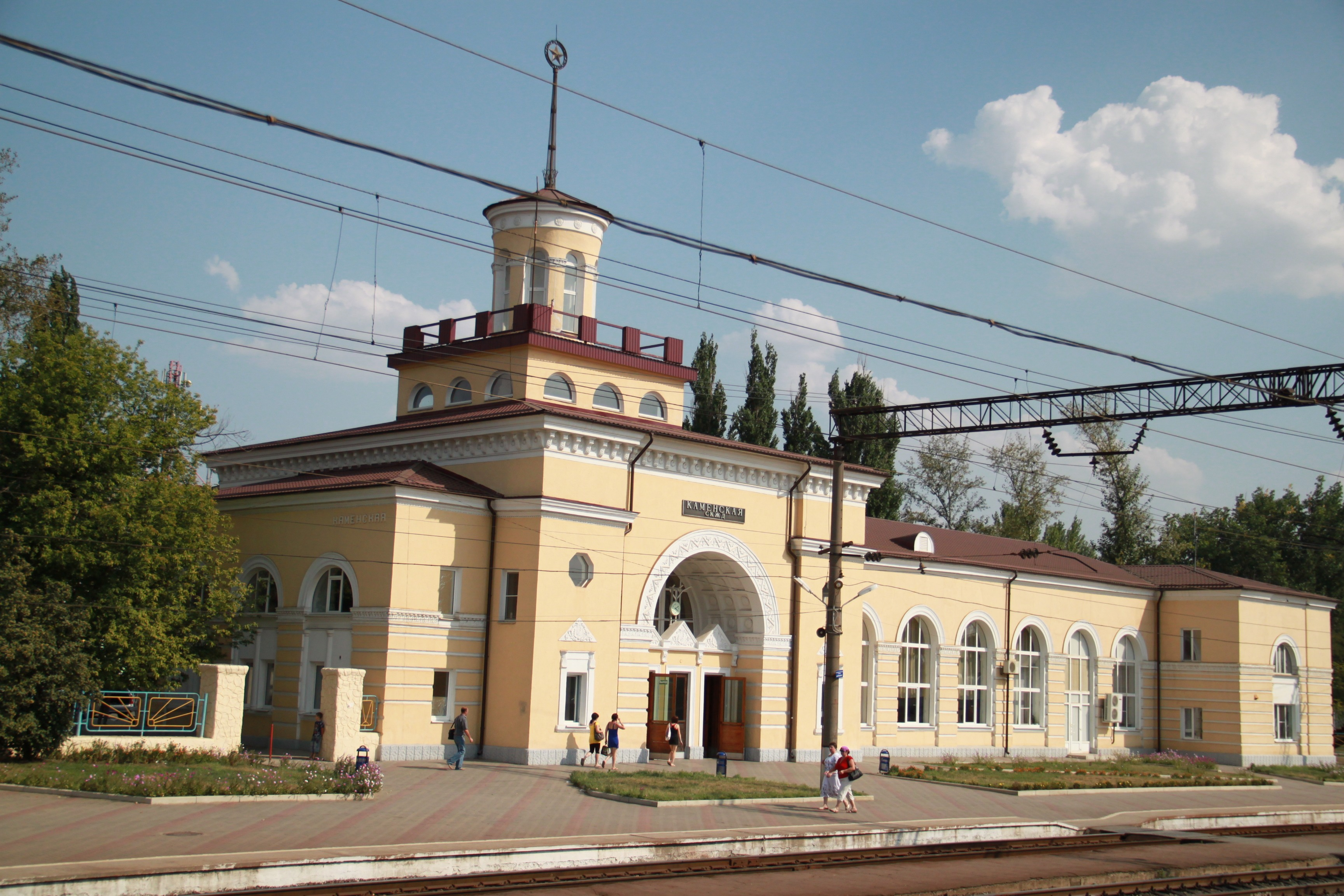
Вокзал станции Каменская

- Чертково
- 903 км
- Маньково
- 917 км
- Шептуховка
- 929 км
- Сысоево
- 940 км
- Мальчевская
- Боченково
- 958 км
- 961 км
- Миллерово
- 972 км
- 976 км
- 979 км
- 983 км
- Тарасовка
- 992 км
- 995 км
- Дяткино
- 1006 км
- 1008 км
- Глубокая
- 1018 км
- 1020 км
- 1022 км
- Погорелово
- 1027 км
- 1032 км
- 1034 км
- Каменская
- 1038 км
- 1040 км
- 1043 км
- 1045 км
- Северский Донец
- 1051 км
- 1055 км
- Лихая

## Линия Лихая — Морозовская

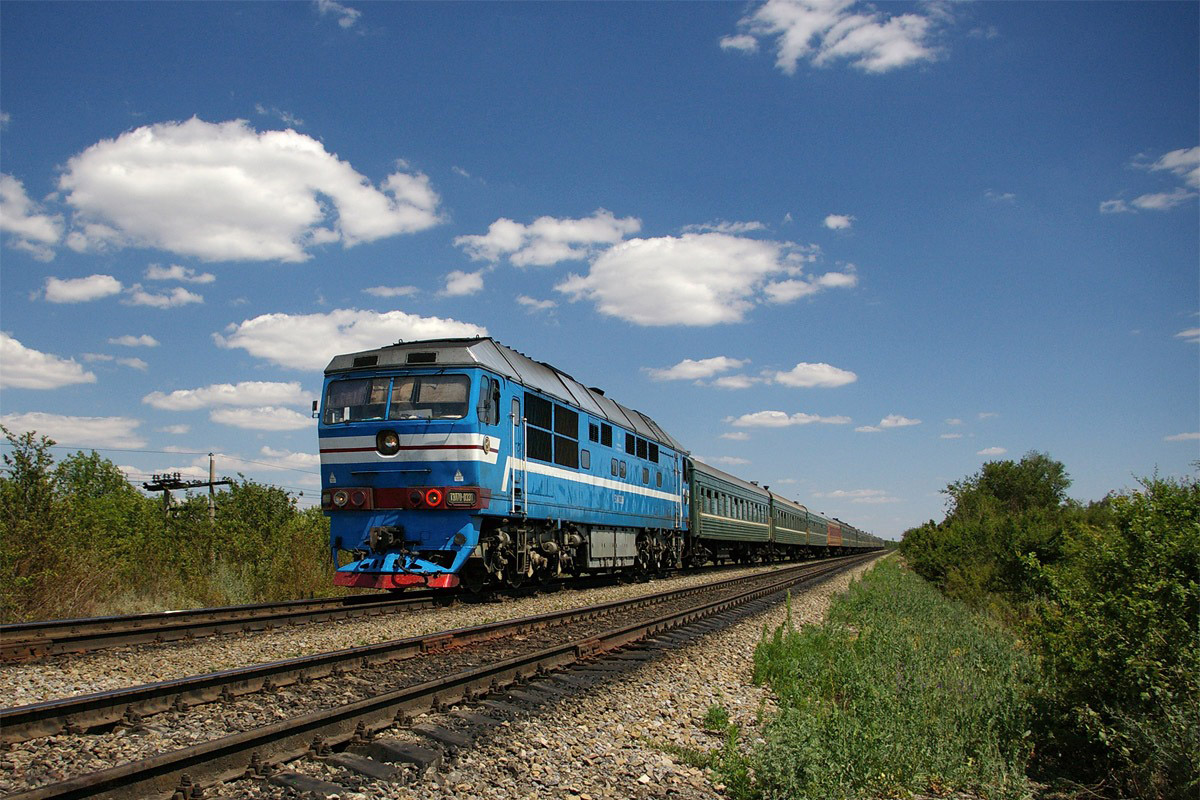
Пассажирский поезд около Белой Калитвы

- Лихая
- Лаврово
- Репная
- Васильевский
- Богураево
- Какичев
- 47 км
- Белая Калитва
- 55 км
- Дороговский
- Грачи
- 79 км
- Жирнов
- 89 км
- Быстрореченская
- 97 км
- Тацинская
- 113 км
- Ковылкин
- 121 км
- Вальково
- 136 км
- Быстрый
- 146 км
- Морозовская

## Линия Морозовская — Волгоград-I

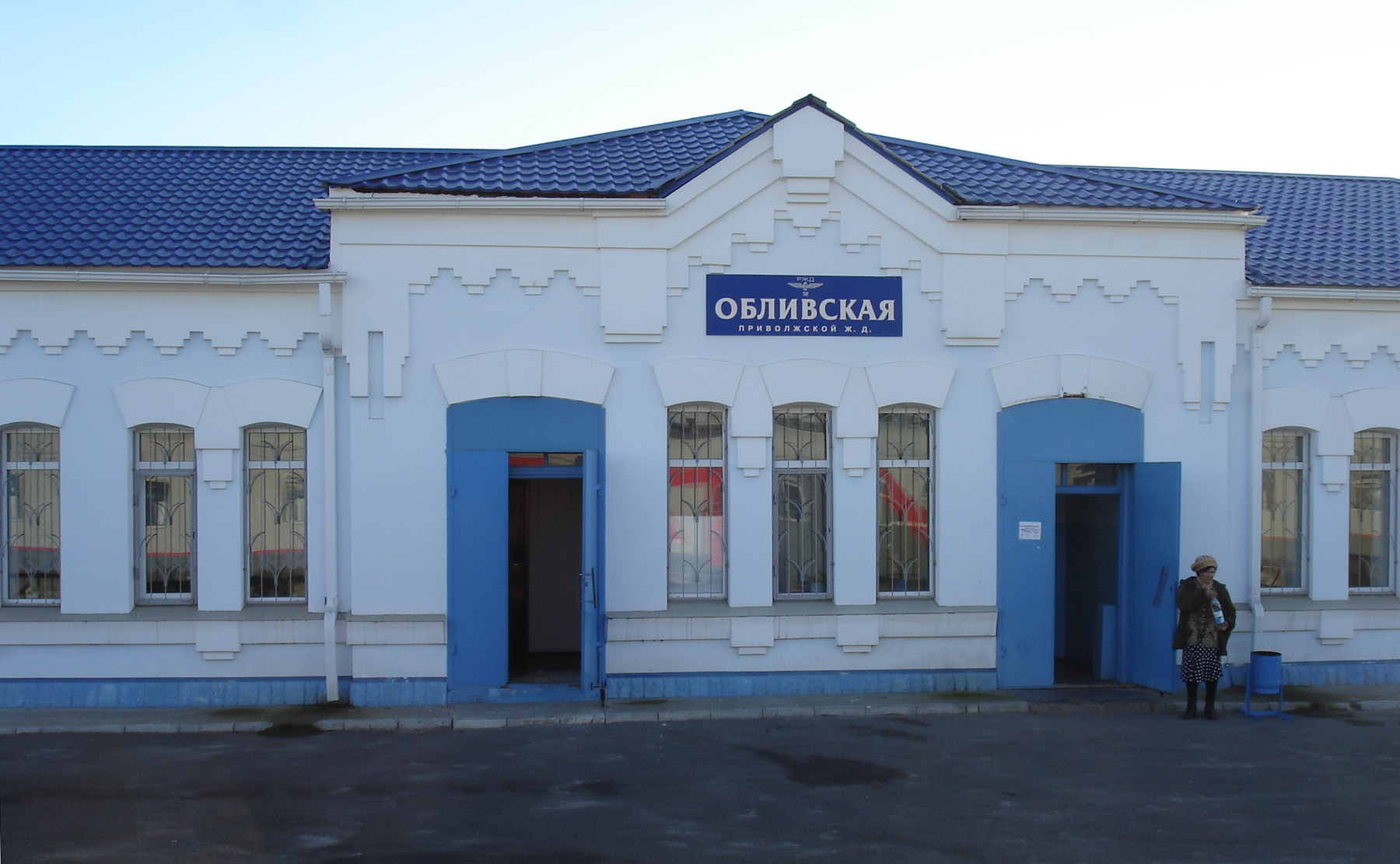
Вокзал станции Обливская

- Морозовская
- 158 км
- Вознесенский
- Цымла
- 200 км
- 206 км
- Обливская
- 215 км
- Секретев
- 226 км
- 233 км

## Линия Морозовская — Куберле

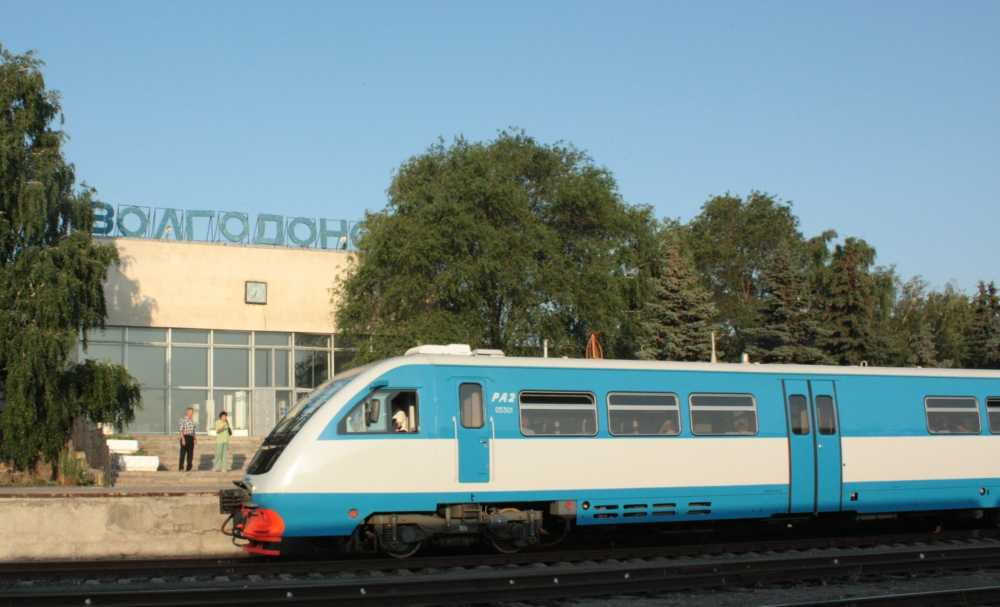
Вокзал станции Волгодонская

- Морозовская
- Кумшалек
- Черкасская
- Цимлянская
- Волгодонская
- Саловский
- Кутейниковская
- Раздорский
- Куберле

## Линия Котельниково — Тихорецкая
- Мелиоративный
- Семичная
- Минаевский
- Ремонтная
- Сал
- Гашун
- Весёлый
- Зимовники
- Амта
- Хутуны
- Куберле
- Двойная
- Ельмут
- Восточный
- Пролетарская
- Маныч
- Шаблиевская
- Сальск
- Забытый
- Крученая
- Поливянский
- Развильная
- Сандатовский
- Песчанокопская

## Линия Лихая — Каменоломни

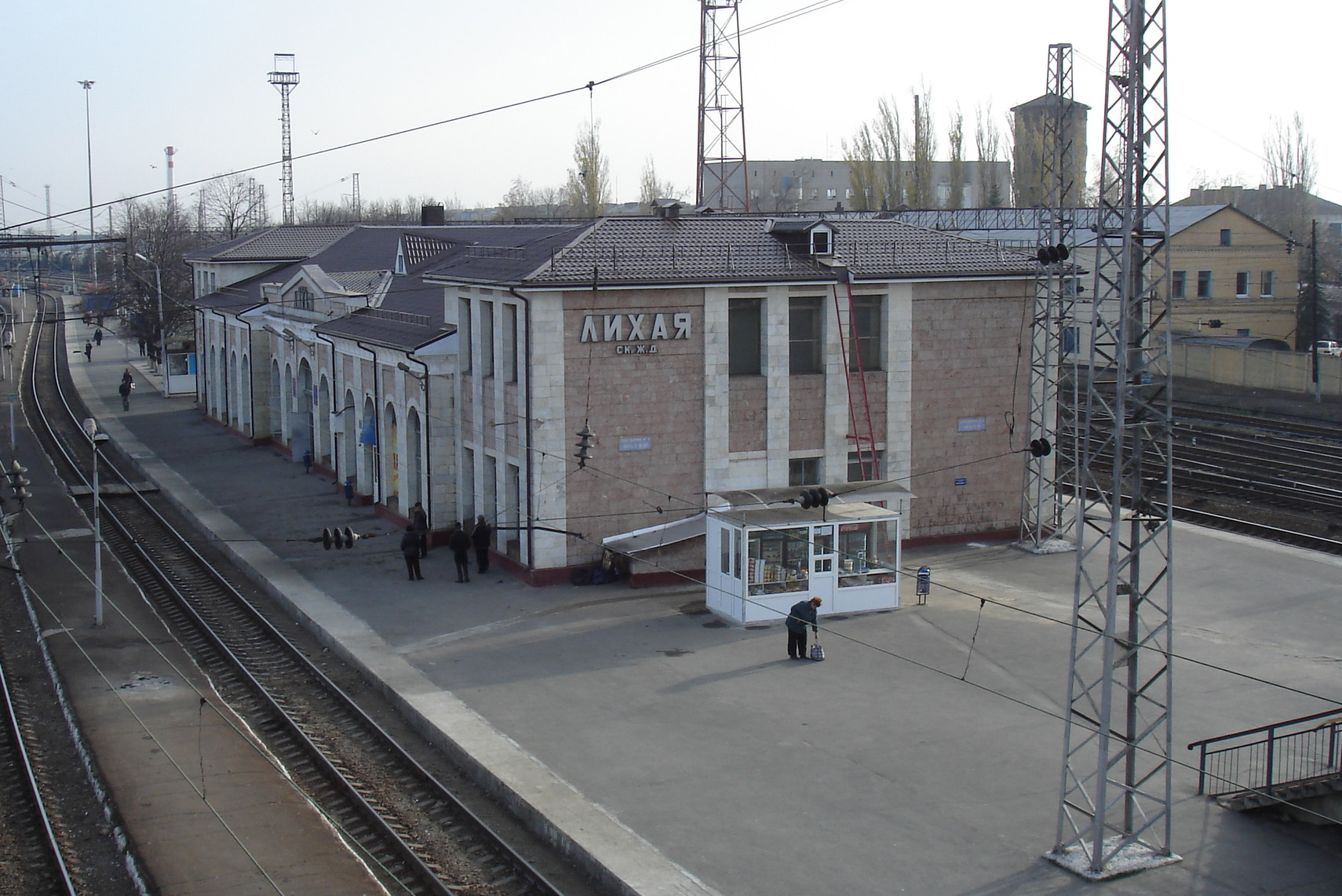
Вокзал станции Лихая

- Лихая
- 1064 км
- 1069 км
- Замчалово
- Предугольная
- Новомихайловская
- Зверево
- Черевково
- Красный Сулин
- Сулин
- 1108 км
- Кундрючий
- Лесхоз
- Лесостепь
- Горная
- Питомник
- Сады
- Кирпичный
- Шахтная
- 1136 км
- Каменоломни

## Линия Лесостепь — Усть-Донецкая
- Лесостепь
- Гривенная
- Кадамовка
- Керчик
- 39 км
- Краснокурганная
- 53 км
- 58 км
- 62 км
- 65 км
- Усть-Донецкая

## Линия Каменоломни — Ростов-Главный

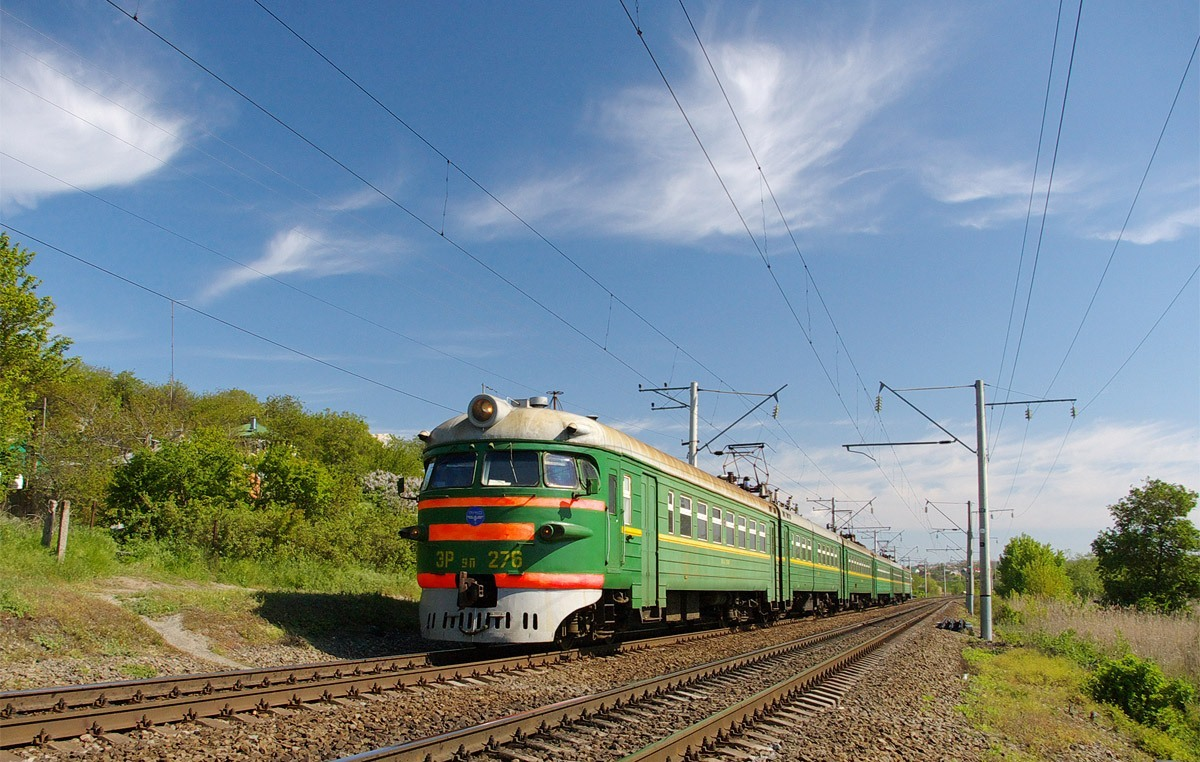
Электропоезд на участке Берданосовка — Большой Лог

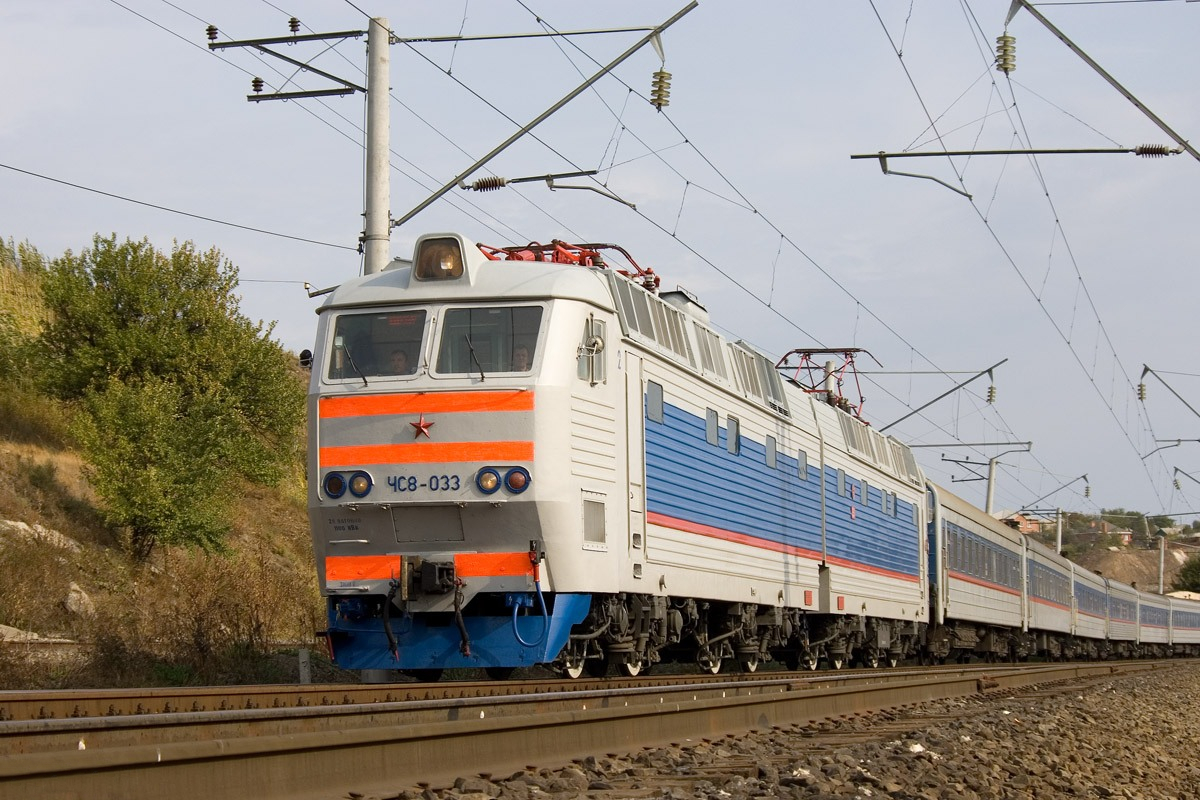
Пассажирский поезд рядом со станцией Аксай

- Каменоломни
- ДорУРС
- Совхоз-10
- Казачьи Лагери
- Персиановка
- Локомотивстрой
- НЭВЗ
- Хотунок
- Новочеркасск
- Студенческая
- Малое Мишкино
- Мишкинская
- 1184 км
- Александровка
- Пчеловодная
- 1193 км
- Большой Лог
- Берданосовка
- Аксай
- Стеклозавод
- Кизитеринка
- Красный Аксай
- Развилка
- Орджоникидзе
- Сельмаш
- Ростов-Товарный
- Микояна
- Проспект Октября
- Рабочий Городок
- Зоологический Сад
- Ростов-Главный